# Klara Asiška
Sveta Klara Asiška, italijanska svetnica, krščanska mistikinja in redovna ustanoviteljica reda klaris, * 1193, Assisi, Papeška država (danes Italija), † 11. avgust 1253, Assisi.
Bila je ena pomembnejših prenoviteljic Cerkve v 13. stoletju; ustanovila je nov ženski red v Cerkvi, z življenjem v popolnem uboštvu, kar je takrat dvignilo veliko prahu. Svoje življenje in življenje somišljenic je po posvetu s someščanom sv. Frančiškom, posvetila izključno molitvi in kontemplaciji pred Najsvetejšim v tišini zaprtih samostanskih zidov. Dve leti po smrti jo je papež Aleksander IV. razglasil za svetnico. Rimskokatoliška cerkev obhaja god te velike svetnice 11. avgusta. Pokopana je v asiški baziliki, ki je posvečena njej.

## Rojstvo in posvetno življenje
Klarina družina je živela v neposredni bližini asiške katedrale sv. Rufina. Rodila se je 16. julija 1193 staršema Ortolani in Favaroneju di Offreduccio, ki sta pripadala višjemu družbenemu sloju, kar ji je tudi omogočilo, da se je naučila brati in pisati. Tako sta tudi starša želela, da se njuna hči poroči s kakšnim bogatim in slavnim ženinom, vendar se je Klara odločila drugače: odpovedala se je svetu in svoje življenje posvetila Bogu. Versko vzgojo ji je dala njena mati, ki naj bi že pred njenim rojstvom poromala v Sveto deželo, kar je bilo za tiste čase nekaj izrednega.
V noči cvetne nedelje leta 1212, ko ji je bilo šele 18 let, je Klara pobegnila od staršev, ki so ji že pripeljali ženina. Pribežala je k sv. Frančišku, ki ga je že prej večkrat slišala pridigati v cerkvi sv. Rufina. Želela je postati njegova učenka in da jo sprejme pod svoje okrilje skupaj z manjšimi brati pri Porciunkuli (Marija Angelska), ki je takrat še spadala pod jurisdikcijo benediktincev. Da bi ostala zvesta temu čemur se je želela zaobljubiti, si ostriže lase in odene spokorno meniško obleko ter sprejme sv. Frančiška za svojega predstojnika. Naslednjo noč jo skrivaj odpelje v samostan benediktink Svetega Pavla v Insuli (danes Bastia Umbra). Njenemu zgledu hitro sledi še njena sestra Neža, ki poskuša ubežati jezi in besu staršev, saj sedaj poskušajo njo na hitro poročiti s Klarinim snubcem, da vsaj tu ne bi ostal praznih rok.

## Pri svetem Damijanu
Končno se Klara preseli v majhno hiško poleg cerkvice sv. Damijana, ki jo je po navdihu začel popravljati sveti Frančišek, pod pokroviteljstvom asiškega škofa Guida. Tukaj se Klari in Neži pridružita še druga sestra Beatrice in mati Ortolana. Zgled njihovega uboštvenega življenja je pritegnil še veliko drugih asiških deklet in kmalu jih je v novo nastalem samostanu že petdeset.
Vse očarane z zgledom svetega Frančiška, ki je želel živeti popolno uboštvo, so tudi te sestre v novi skupnosti, želele živeti enako spokorno, ubogo in v neprestani molitvi k Bogu zase in za druge.
Ljudstvo jih je kmalu pričelo imenovati Damjanove gospe, Frančišek jih je imenoval Uboge gospe, po Klarini smrti pa se poimenujejo Klarise.
Njenemu zgledu je sledilo veliko znanih klaris, kot npr. Sveta Katarina Bolonjska, Evstohija Calafato iz Messine, sveta Neža Praška.
Drugo polovico svojega življenja je preživela v boleznih in trpljenju, v čemer je še poglabljala svojo molitev. Leta 1240 so mesto Assisi ogrožali Saraceni in Klara je šla z Najsvetejšim v rokah njim naproti. Verjela je, da lahko sovražnika premaga samo z Bogom, kar ji je tudi uspelo. Tik pred mestom se napadalci obrnejo.
Umrla je pri svetem Damijanu 11. avgusta 1253, v starosti 60 let.
Samo dve leti po njeni smrti, jo je papež Aleksander IV. razglasil za svetnico.

## Način življenja – Forma vitae
Sveti Frančišek Asiški je uspel dobiti od papeža dovoljenje za življenje v popolnem uboštvu. To, da bi v 13. stoletju na enak način živele tudi ženske, je bilo nekaj novega in nesprejemljivega.  Kljub vsem zunanjim pritiskom, so sestre uspele ohraniti popolno uboštvo, tako skupnostno, kakor osebno. Papež Inocenc IV. je odobril Klarino prošnjo in potrdil njeno Vodilo kot način življenja – forma vitae. Ta začetni način življenja, ki ga je sprva dal sv. Frančišek Ubogim gospem pri svetem Damijanu v letih 1212 - 1218, je spočetka imel zelo zapleteno razvojno pot. Vendar se v njegovem načrtovanju, vse do končne potrjene oblike, ni izgubilo nič tistega osnovnega navdiha, ki je oblikoval red v zamisli sv. Frančiška. Klarino Vodilo je papež potrdil leta 1253, samo dva dneva pred Klarino smrtjo. Danes se izvirnik hrani med relikvijami v asiškem samostanu sv. Klare.

### Privilegij popolnega uboštva
Spis s tem naslovom je imel v Klarinem življenju in življenju njenih somišljenic, odločilno vlogo. Samo z opustitvijo materialnih dobrin, se Klara lahko popolnoma osredotoči na molitev in zbližanje z Bogom. Ohranil se je izvirnik z datumom 17. september 1228, ki se danes hrani med relikvijami v samostanu svete Klare v Assisiju. Kardinal Hugolin dei Conti Segni, ostijski škof in protektor Manjših bratov, je leta 1219 odobril neke vrste vodilo, kjer pa nič ne omenja uboštva in je v nekaterih oblikah prišlo tako daleč, da je bilo redu dovoljeno imeti lastnino. Ko pa je ta isti kardinal leta 1227 postal papež Gregor IX., je potrdil njihov način življenja v popolnem uboštvu. S tem je potrdil tako Klari kot njenim sestram pri svetem Damijanu pravico, da živijo na tem svetu brez vsakršne lastnine. Tovrsten privilegij popolnega uboštva, ki naj bi ga dal že papež Inocenc III., se zelo ujema s 13. kanonom 4. lateranskega koncila iz leta 1215, ki ne dovoljuje novih redovnih pravil. Privilegij je pomagal Klari in njenim sestram, da so lahko kljub temu kanonu ohranile frančiškovsko fiziognomijo, četudi so sprejele benediktinsko pravilo. Ravno zaradi tega privilegija je Klarino Vodilo postalo življenje in način uboštva.

## Legende in pripovedi
- Klara je zavetnica televizije: na Božič, ko je pri sveti maši sodeloval tudi sv. Frančišek, si je te udeležbe želela tudi Klara. Vendar je bila zaradi težke bolezni priklenjena na posteljo. V teh milostnih trenutkih, se ji je ponudil angel, ki jo je v duhu povedel v cerkev, kjer se je obhajala sveta daritev. Tako je Klara prvič na daljavo sodelovala in gledala stvari, ki bi ji sicer bile nedosegljive.
- Saraceni, ki so oblegali samostan in cerkev sv. Damijana ter mesto Assisi, so se na Klarino priprošnjo k Najsvetejšemu zakramentu, nenadoma obrnili in odšli ne da bi napadli mesto ali cerkev.
- Ko je oče Offreduccio besen pridivjal v samostan, da odpelje nazaj domov mlajšo hčer Nežo, Klara moli, da mu ne bi uspelo. In res: Nežino telo postane težko kot svinec in je ne more premakniti. Da bi jo v besu ubil, mu tudi ne uspe, saj njegova roka v zraku otrdi kot kamen.
- Papež Gregor IX. je prišel na obisk samostana pri sv. Damijanu in pri tem Klara blagoslovi kruh, ki je bil na mizi. Na njem se je takoj zarisala podoba križa.

## Cerkve
Glavna cerkev, ki je posvečena sveti Klari, je Bazilika Svete Klare v Assisiju, kjer je tudi pokopana.

### Bazilika Svete Klare
Klarino baziliko so postavili v letih 1255 do 1265 po načrtu arhitekta Filippa da Campella. Novo cerkev so dozidali cerkvici svetega Jurija, ki je že stala na tem mestu in kjer je že počivalo truplo Svetega Frančiška. Leta 1230 so Frančiškovo truplo prenesli na sedanje mesto – v baziliko Svetega Frančiška.
Notranjost bazilike je v obliki latinskega križa, z eno samo ladjo in v gotskem slogu. Freske so poslikali različni mojstri: Cimabue, Andrea da Bologna, Giunte Pisano in razni učenci Giottove šole.
V baziliki je v Križevi kapeli ohranjen lesen križ (bizantinska ikona), ki je pri cerkvici sv. Damijana 1206 nagovoril svetega Frančiška naj gre in prenovi Cerkev, ki se podira. Ta križ, imenovan tudi Damijanov križ, so iz omenjene cerkvice prenesli  v sedanji glavni samostan sester klaris, ko so se tu naselile.
V kripti bazilike počiva nestrohnjeno truplo svete Klare.

## Red Klaris
Red Klaris danes šteje več vej tega ženskega reda, ki so se razvile tekom zgodovine in odvisno od trenutnih potreb v Cerkvi in družbi: 
- Klarise, ki imajo za vodilo zgled Svete Klare in ga ja potrdil papež Inocenc IV. leta 1253;
- Klarise Urbanijanke, ki živijo po reformiranem Vodilu, ki ga je odobril papež Urban IV. leta 1263;
- Klarise Koletinke, izhajajo iz reforme leta 1410;
- Klarise kapucinke, ustanovljene v Neaplju leta 1538 (Papež Pavel III.);[12]
- Kongregacija klaris frančiškank, kongregacija ustanovljena leta 1888;
- Sestre klarise frančiškanke misijonarke Presvetega Zakramenta, kongregacija iz leta 1895;
- Sestre misijonarke brezmadežnega spočetja Božje Matere, kongregacija iz leta 1910;
- Klarise misijonarke Presvetega Zakramenta, kongregacija iz leta 1945;

### Nekaj znanih klaris
- sveta Neža Asiška († 1253), sestra svete Klare Asiške
- sveta Evstohija Calafato († 1485))
- sveta Katarina Bolonjska († 1463)
- sveta Koleta († 1447), prenoviteljica reda Klaris
- sveta Neža Praška (sveta Neža Češka) († 1282), hčerka češkega kralja Otokarja I.
- sveta Veronika Giuliani († 1727)
- sveta Beatrika de Silva († 1492)